# Celali
Celali (även celalî, jalali, jelali, uttalas "tjelali") är en stor kurdisk stam i norra Kurdistan i östra Turkiet men finns också i länder som Kazakstan, Afghanistan, Kirgizistan, kurdiska Iran, södra Kurdistan i norra Irak och i forna Sovjetunionen.
En av de större personligheterna ur stammen celalî var general Ihsan Nurî Pasha som var general under Araratrevolterna i Agiri.